# Jinx (album)
Pour les articles homonymes, voir Jinx.
Albums de Rory Gallagher
Stage Struck
(1980) Defender
(1987)
Singles
1. Big Guns
Sortie : 1982

Jinx, paru en 1982, est le neuvième album studio (le douzième en tout) du guitariste/chanteur irlandais Rory Gallagher. En Europe, il parut sur le label Chrysalis Records et sur Mercury Records en Amérique du Nord et fut produit par Rory Gallagher lui-même.

## L'album
Cet album fut enregistré en Allemagne près de Cologne, dans les studios du producteur Dieter Dierks.
À l'exception d'un titre Ride On Red, Ride On, toutes les compositions de l'album sont de Rory Gallagher. Il s'agit du premier album avec le batteur Brendan O'Neill et du seul album pour la maison de disques Mercury Records. Buddah Records a réédité l'album en 2000 avec deux pistes bonus.

## Les musiciens
- Rory Gallagher : voix, guitare, harmonica
- Gerry McAvoy : basse
- Brendan O'Neill : batterie

## Liste des titres
- Tous les titres sont signés par Rory Gallagher sauf indications.

Face 1
| No | Titre                   | Durée |
| -- | ----------------------- | ----- |
| 1. | Signals                 | 4:45  |
| 2. | The Devil Made Me Do It | 2:53  |
| 3. | Double Vision           | 5:07  |
| 4. | Easy Come, Easy Go      | 5:48  |
| 5. | Big Guns                | 3:32  |

Face 2
| No | Titre                                     | Durée |
| -- | ----------------------------------------- | ----- |
| 6. | Jinxed                                    | 5:03  |
| 7. | Bourbon                                   | 4:06  |
| 8. | Ride On Red, Ride On (Levy, Glover, Reid) | 4:36  |
| 9. | Loose Talk                                | 4:18  |

| 10. | Nothin' But the Devil (Gerry West) | 3:11 |
| 11. | Lonely Mile                        | 4:39 |

## Informations sur le contenu de l'album
- Ride On Red, Ride On est une reprise de Louisiana Red de 1962.
- Nothin' But the Devil est une reprise de Lightnin' Slim de 1960.

## Chart et certification
| Pays        | Durée du classement | Meilleur classement |
| ----------- | ------------------- | ------------------- |
| Royaume-Uni | 5 semaines          | 68e                 |

| Pays        | Certification | Ventes   | Date       |
| ----------- | ------------- | -------- | ---------- |
| Royaume-Uni | Argent        | 60 000 + | 25/02/2005 |